# Droit rwandais
Le droit rwandais est le droit appliqué au Rwanda depuis l'indépendance de la Belgique le 1er juillet 1960.

## Sources du droit

### Constitution
La Constitution est la loi suprême du Rwanda,. Toute loi contraire à la Constitution est considérée comme nulle dans la mesure de son inconstitutionnalité,.

### Traités et accords internationaux
L'article 190 de la Constitution dispose que « les traités et accords internationaux régulièrement ratifiés ou approuvés ont, dès leur publication au journal officiel, une autorité supérieure à celle des lois organiques et des lois ordinaires, sous réserve, pour chaque accord ou traité, de son application par l’autre partie ».
L'article 191 dispose que deux types d'accords internationaux sont interdits : ceux portant installation de bases militaires étrangères sur le territoire national et ceux autorisant le transit ou le stockage de déchets toxiques et autres matières pouvant portés atteintes à la santé et à l'environnement.

### Législation
Le pouvoir législatif est conféré au Parlement, composé de la Chambre des députés et du Sénat, par l'article 62 de la Constitution. L'article 93 dispose que « la loi intervient souverainement en toute matière ».
Durant la colonisation, les lois étaient adoptée par les autorités belges. Les grandes lignes des législations civiles et pénales était celles du Congo belge. 

### Droit coutumier
Lors de la période coloniale, le droit pénal et civil appliqué au Rwanda était issu des lois appliqués au Congo belge. Cependant, bien que le droit pénal était d'application universelle, le droit civil écrit n’était applicable qu'aux Blancs. Par conséquent, le droit coutumier continuait de s'appliquer aux natifs rwandais.
L'article 201 de la Constitution dispose que la coutume est applicable que pour autant qu'elle n’ait pas été remplacée par une loi et qu'elle n’ait rien de contraire à la Constitution, aux lois, aux règlements ou ne porte pas atteinte aux droits de la personne, à l’ordre public ou aux bonnes mœurs.
La Cour suprême est chargée de l'interprétation de la coutume en cas de silence de la loi.

## Organisation juridictionnelle

### Juridictions ordinaires

#### Cour suprême
La Cour suprême, créée par l'article 144 de la Constitution, est la plus haute cour du pays. Les décisions de la Cour suprême ne peuvent faire l’objet d'appel. Ses décisions sont contraignantes sur tous les partis qu'il s'agisse de l’État, des officiers publics, des civils, des militaires, des magistrats, ou des personnalités juridique.
Ses compétences sont listées à l’article 145.

#### Cour d'appel
Depuis juin 2018, la Cour d'Appel réunit 13 juges chargés de réexaminer les procès pour crime contre l'humanité, crime de guerre, esclavage, génocide ou traite humaine jugés par la Haute Cour. 

#### Haute Cour
La Haute Cour est créée par l’article 149 de la Constitution. La Haute Cour peut prendre connaissance en première instance de certains crimes graves commis au Rwanda ou hors du Rwanda spécifiés par la loi.

#### Tribunaux de province et de la ville de Kigali
Ils sont créés par l’article 150 de la Constitution. Il y en a un par province plus une dans la ville de Kigali.

#### Tribunaux de districts et de villes
Ils sont créés par l’article 151 de la Constitution. Ils sont présents dans chaque district et ville du Rwanda.

### Juridictions spécialisées

#### Gacaca
Le terme « Gacaca » est le nom rwandais pour les tribunaux communautaires villageois. À l'origine, les gacaca permettaient de régler des différents de voisinage ou familiaux sur les collines. Elles étaient très éloignées des pratiques judiciaires modernes. Il s'agissait d'une assemblée villageoise présidée par des anciens où chacun pouvait demander la parole. 
Les gacaca furent instituées pour juger les personnes suspectées de génocide et crime contre l'humanité commis entre le 1er octobre 1990 et le 31 décembre 1994. Elles sont compétentes en matière de crimes et délits issus des trois dernières catégories établie par la loi d'août 1996 sur l'organisation et la poursuite de crimes de génocide ou crimes contre l'humanité, c'est-à-dire :

« 2e catégorie : La personne que les actes criminels ou sa participation criminelle rangent parmi les auteurs, coauteurs ou complices d’homicides volontaires ou d’atteintes graves contre les personnes ayant entraîné la mort ; la personne qui, dans l’intention de donner la mort, a causé des blessures ou commis d’autres violences graves mais auxquelles les victimes n’ont pas succombé.
3e catégorie : La personne ayant commis des actes criminels ou sa participation criminelle la rendant coupable d’autres atteintes graves à la personne sans l’intention de donner la mort.
4e catégorie : Les personnes ayant commis des infractions contre les biens. »

Le jugement des planificateurs et des personnes accusées de viols (première catégorie) ne relevait pas du système des gacaca mais des tribunaux réguliers rwandais ou du Tribunal pénal international pour le Rwanda. Quant aux délits de la quatrième catégorie (dégradation de biens), ils ne pouvait faire l'objet d'aucune peine, mais uniquement de réparations aux lésés.
Elles furent fermées le 18 juin 2012.

#### Juridictions militaires
Les tribunaux militaires comprennent le tribunal militaire et la Haute Cour militaire. 

##### Tribunal militaire
Le tribunal est compétent en première instance pour les crimes commis par le personnel militaire sans distinction de rang.  

##### Haute Cour militaire
La Haute Cour militaire est compétente pour prendre connaissance en première instance des crimes menaçant la sécurité nationale et des meurtres commis par les rangs sans distinction de rang. La Haute Cour militaire est aussi la Cour d'appel des décisions du Tribunal militaire.

## Sources

## Compléments